# 尖叶蓝花楹
尖叶蓝花楹（学名：Jacaranda cuspidifolia）为紫葳科蓝花楹属的植物。分布在巴西、阿根廷以及中国大陆的云南、广东、福建等地，目前已由人工引种栽培。